# Karl Christian Friedrich Ulbricht

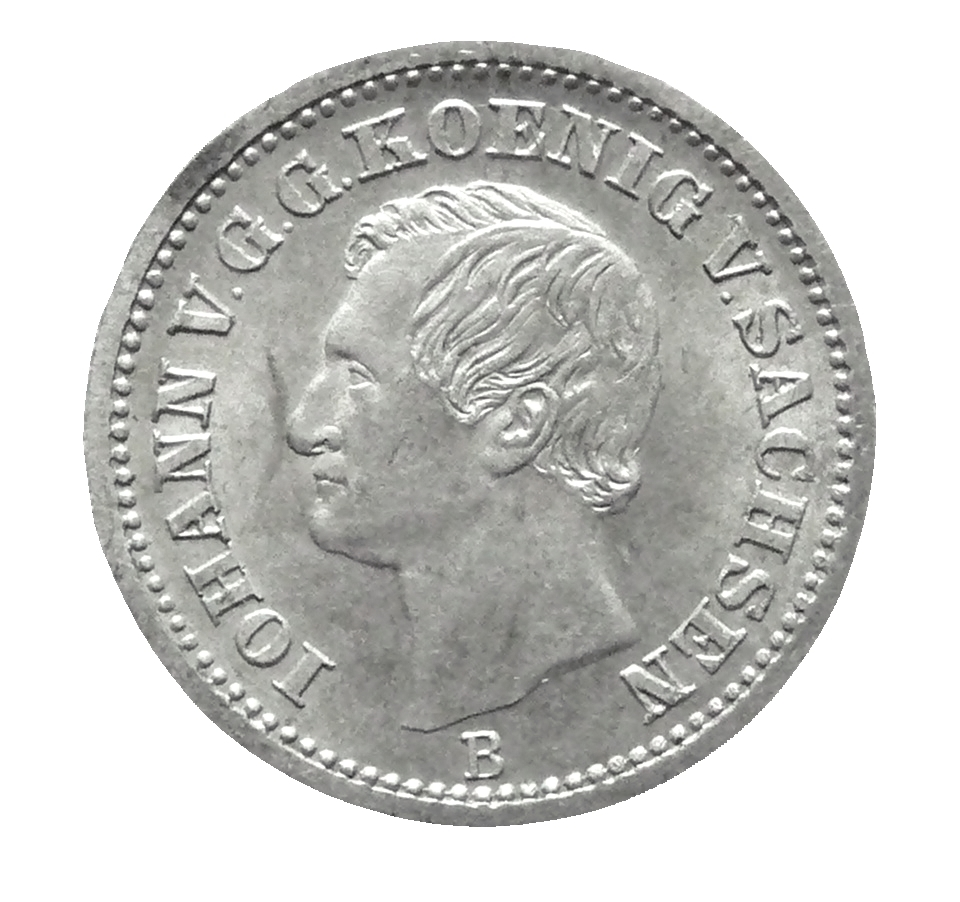
Ein Neugroschen Sachsen B 1871 nach dem Entwurf von Karl Christian Friedrich Ulbricht 1857

Karl Christian Friedrich Ulbricht (geb. 20. März 1813 in Wilsdruff; gest. 19. August 1861) war in Dresden an der dortigen königlich-sächsischen Münze Graveur.

## Leben
Ulbricht war seit 1846 an der königlichen Münze in Dresden tätig. am 1. August 1848 wurde er als königlicher Münzgraveur angestellt. Seine Entwürfe von Münzen Sachsens wurden durch die ihm folgenden Münzmeister weiter genutzt. So ist es bei dem 1871 erschienenen Avers eines ein Groschen-Stücks mit dem Bildnis von Johann König von Sachsen (1854–1873) der Fall, das Ulbricht 1857 nach einer Büste des Königs von Ernst Rietschel von 1855 entwarf. Ulbricht stach nicht nur Münzen, sondern auch Verdienstmedaillen und Orden. Er porträtierte auch sonstige Persönlichkeiten wie den Münzbeamten Friedrich Gotthelf Kummer, der wiederum mit dem Maler Caspar David Friedrich befreundet war, und Carl Gustav Carus. Ulbricht wurde am 1. Februar 1861 infolge Krankheit pensioniert, nachdem er bereits auf Wartegeld gesetzt wurde. Ulbricht wurde als ein talentvoller, aber vom Glücke wenig begünstigter Künstler bezeichnet. Im Jahr 1861 wurde ein Ernst Wilhelm Ulbricht, der seit 1857 als Hilfsgraveur bei der Münze angestellt war, als Münzgraveur angestellt. Der Nachfolger und wohl Verwandte kam aus Dittersdorf. Dieser war bis 1864 an der Münze.